# Manuel Pasquín y de Juan
Manuel Pasquín y de Juan  fue un marino, militar y político español nacido en Cádiz en 1828 y fallecido en Madrid en 1901. 

## Inicios en la armada
Ingresó en la escuela naval en el 1845. En 1860 participó activamente en la campaña de Marruecos, tras lo cual, fue destinado a la Escuela Naval, como profesor. 
Fue segundo comandante de la fragata Villa de Madrid, con la que realizó varios cruceros, tras lo cual, se le asignó el mando de la corbeta Trinidad.
Posteriormente, fue destinado a tierra, en el departamento de Cádiz, desde donde se le destinó a la isla de Cuba, para ocupar el cargo de capitán del puerto de Mayagüez y posteriormente el de capitán del puerto de Matanzas. 
Al ser ascendido a capitán de fragata, pasó a ser comandante diversas unidades, como las fragatas Consuelo, Villa de Bilbao. 
Al desembarcar de esta última, pasó un tiempo con destinos en tierra y al ser ascendido a capitán de navío, se le asignó el mando de la fragata Blanca y posteriormente de la Princesa de Asturias.

## Responsabilidades militares
En el año de 1887, ascendió al empleo de capitán de navío de primera clase y pasó destinado y al cargo de Secretario del Consejo de Gobierno del Centro técnico de la Armada. También se le nombró vocal de la Junta encargada de redactar el Código penal Marítimo y al que se unió el cargo, de formar parte de la Junta de Ordenanzas de la Armada, al dejar estas comisiones, se le nombró Director del Material en el Ministerio de Marina. 

## Almirantazgo y vida política
Ascendió al empleo de contralmirante, en 1892. Entre el 23 de marzo de 1893 y el 23 de marzo de 1895, ejerció el cargo de Ministro de Marina de tres sucesivos gobiernos presididos por Sagasta, y fue nombrado por el reina regente María Cristina de Habsburgo-Lorena senador vitalicio.
En el año 1895, bajo el gobierno de Antonio Cánovas del Castillo, fue nombrado vocal del Consejo Supremo de Guerra y Marina. Cargo en el que permaneció, hasta que se retiró a finales del año de 1897, falleció el 12 de mayo de 1901.